# Basketball-Amerikameisterschaft der Frauen
Die kontinentale Basketball-Amerikameisterschaft der Frauen (offiziell: AmeriCup Women) ist die vom Weltverband FIBA und dem Kontinentalverband FIBA Amerika ausgetragene amerikanische Kontinentalmeisterschaft im Damen-Basketball. 
Da die FIBA die gesamte westliche Hemisphäre westlich des Atlantiks in einer Zone organisiert hat, nehmen Länder aus Nordamerika, Mittelamerika, der Karibik und Südamerika an diesem Turnier teil. Das Turnier findet seit 1993 im Zweijahresrhythmus statt und ist gleichzeitig das amerikanische Qualifikationsturnier für eine Basketball-Weltmeisterschaft oder die Olympischen Sommerspiele. 
Die Damen-Basketballnationalmannschaft der Vereinigten Staaten nahm in der Vergangenheit oft nicht an dem Turnier teil, da sie sich durch den Gewinn einer Weltmeisterschaft oder der Olympischen Spiele bereits für das nächste große Turnier qualifizieren konnte.

## Die Turniere im Überblick
| Jahr | Ausrichter              | Ausrichter   |                | Platzierungen | Platzierungen | Platzierungen |
| Jahr | Land                    | Spielorte    | Amerikameister | Zweiter Platz | Dritter Platz |               |
| ---- | ----------------------- | ------------ | -------------- | ------------- | ------------- | ------------- |
| 1989 | Brasilien               | São Paulo    | Kuba           | Brasilien     | Kanada        |               |
| 1993 | Brasilien               | São Paulo    | USA            | Brasilien     | Kanada        |               |
| 1995 | Kanada                  | Hamilton     | Kanada         | Kuba          | Puerto Rico   |               |
| 1997 | Brasilien               | São Paulo    | Brasilien      | USA           | Kuba          |               |
| 1999 | Kuba                    | Havanna      | Kuba           | Brasilien     | Kanada        |               |
| 2001 | Brasilien               | São Luís     | Brasilien      | Kuba          | Argentinien   |               |
| 2003 | Mexiko                  | Culiacán     | Brasilien      | Kuba          | Kanada        |               |
| 2005 | Dominikanische Republik | Hato Mayor   | Kuba           | Brasilien     | Kanada        |               |
| 2007 | Chile                   | Valdivia     | USA            | Kuba          | Brasilien     |               |
| 2009 | Brasilien               | Cuiabá       | Brasilien      | Argentinien   | Kanada        |               |
| 2011 | Kolumbien               | Neiva        | Brasilien      | Argentinien   | Kanada        |               |
| 2013 | Mexiko                  | Xalapa       | Kuba           | Kanada        | Brasilien     |               |
| 2015 | Kanada                  | Edmonton     | Kanada         | Kuba          | Argentinien   |               |
| 2017 | Argentinien             | Buenos Aires | Kanada         | Argentinien   | Puerto Rico   |               |
| 2019 | Puerto Rico             | San Juan     | USA            | Kanada        | Brasilien     |               |
| 2021 | Puerto Rico             | San Juan     | USA            | Puerto Rico   | Brasilien     |               |
| 2023 | Mexiko                  | León         | Brasilien      | USA           | Kanada        |               |
| 2025 | Chile                   | Santiago     | USA            | Brasilien     | Kanada        |               |

## Medaillenspiegel
| Rang | Land        | Goldmedaillen | Silbermedaillen | Bronzemedaillen | Gesamt |
| ---- | ----------- | ------------- | --------------- | --------------- | ------ |
| 1    | Brasilien   | 6             | 5               | 4               | 15     |
| 2    | USA         | 5             | 2               | 0               | 7      |
| 3    | Kuba        | 4             | 5               | 1               | 10     |
| 4    | Kanada      | 3             | 2               | 9               | 14     |
| 5    | Argentinien | 0             | 3               | 2               | 5      |
| 6    | Puerto Rico | 0             | 1               | 2               | 3      |